# Базилев, Дмитрий Николаевич
Дмитрий Николаевич Базилев (1870 — ?) — русский военный деятель, полковник (1915). Герой Первой мировой войны.

## Биография
В 1887 году после окончания Михайловского Иркутской военной прогимназии вступил в службу. В 1893 году после окончания иркутского военного училища произведён подпоручики и выпущен в 7-й Восточно-Сибирский стрелковый батальон. В 1897 году произведён в поручики, окончил Офицерской стрелковой школы. С 1901 года штабс-капитан, участник Китайского похода.
С 1904 года участник Русско-японской войны, в составе гарнизона крепости Порт-Артур, был ранен. За боевые отличия был награждён орденами Святого Станислава 2-й степени с мечами и Святой Анны 3-й степени с мечами и бантом и 4-й степени «За храбрость». В 1905 году произведён в капитаны.
С 1914 года участник Первой мировой войны, подполковник, 1915 года полковник, командир Сибирского 16-го стрелкового полка. Высочайшим приказом от 2 июля 1915 года за храбрость награждён Георгиевским оружием :
За то, что в бою под Праснышем 13-го и 14-го февраля 1915 года, командуя батальоном, с боя захватил д. Польный Млынъ и переправу на р. Моравке, чем содействовал общему успеху

## Награды
- Орден Святой Анны 3-й степени с мечами и бантом (1905)
- Орден Святого Станислава 2-й степени с мечами (1905)
- Орден Святой Анны 4-й степени (1905)
- Орден Святой Анны 2-й степени (1909)
- Орден Святого Владимира 4-й степени с мечами и бантом (1914; ВП 02.11.1915)
- Георгиевское оружие (ВП 02.07.1915)
- Орден Святого Владимира 3-й степени с мечами (ВП 10.04.1917)[2]